# دار الصياد
دار الصياد هي دار نشر لبنانية تأسست في العام 1943، تصدر عدة مجلات وصحف منها جريدة الأنوار ومجلات الصياد والشبكة وفيروز والفارس والإداري والكمبيوتر والدفاع العربي.

## التوقف
بدءا من أواخر العام 2018، توقفت معظم اصدارات الدار الورقية لأسباب مختلفة. وإذ ردت الدار قرار إغلاقها بعد 75 عاما على تأسيسها إلى خسائر مالية، كما جاء في الإطار الذي نشرته "الأنوار" على صفحتها الأولى في عددها الأخير، قالت إلهام فريحة ابنة مؤسس الدار سعيد فريحة:
أدينا قسطنا للعلا والوطن. وحان الوقت للتوقف، حفاظا على كرامة سعيد فريحة.